# سيمون (إسلام شهر)
سيمون (بالفارسية: سیمون) هي مستوطنة تقع في قسم دة عباس الريفي (مقاطعة اسلام شهر) في إيران. يقدر عدد سكانها بـ 211 نسمة .